# 康格爾頓
康格爾頓（Congleton）是位於英格蘭柴郡的一個城鎮和民政教區，位於曼徹斯特以南21英里（34）。康格爾頓有人口25,750人。

## 友好城市
- 法國 特拉普